# Дейн Інгем
Дейн Інгем (англ. Dane Ingham, нар. 8 червня 1999, Лісмор) — новозеландський футболіст, захисник клубу «Брисбен Роар».
Виступав, зокрема, за клуб «Брисбен Роар», а також національну збірну Нової Зеландії.

## Клубна кар'єра
У дорослому футболі дебютував 2017 року виступами за команду клубу «Брисбен Роар», кольори якої захищає й донині.

## Виступи за збірну
У 2017 році дебютував в офіційних матчах у складі національної збірної Нової Зеландії. Наразі провів у формі головної команди країни 1 матч.
У складі збірної — учасник розіграшу Кубка конфедерацій 2017 року у Росії.